# Bakom
bakom ou Vacón  é uma arte marcial híbrida peruana. Foi criada no início de 1980 por Roberto Puch Bezada, um ex-militar e ex lutador de rua. Natural de La Victoria, distrito de Lima. Roberto Puch escreveu um livro descrevendo sua arte marcial.
O bakom mistura artes marciais, técnicas de luta de rua conhecidas e usadas nos bairros mais perigosos de Lima. O objetivo principal é saber quando atacar com força e desequilibrar o oponente. Armlocks e chokeholds são comumente usados.
É uma arte marcial concebida para dominar rapidamente e infligir danos máximos no adversário. Não é incomum os confrontos acabarem com a morte de um dos lutadores, já que também incorpora o uso de armas escondidas na sua prática.